# جايسون دافنبورت
جايسون دافنبورت (بالإنجليزية: Jason Davenport)‏ هو لاعب كرة قدم أسترالية أسترالي، ولد في 4 سبتمبر 1985 في فيكتوريا في أستراليا.

## وصلات خارجية
- جايسون دافنبورت على موقع AustralianFootball.com (الإنجليزية)
- جايسون دافنبورت على موقع AFLtables.com (الإنجليزية)